# Rottenbach (Oberösterreich)
Rottenbach  ist eine Gemeinde in Oberösterreich im Bezirk Grieskirchen  im Hausruckviertel mit 1133 Einwohnern (Stand 1. Jänner 2024).

## Geografie
Der Ort Rottenbach liegt auf 424 Meter, das hügelige Gemeindegebiet liegt zwischen 400 und 460 Meter Meereshöhe. Die Entwässerung erfolgt durch den Rottenbach, der im Gemeindegebiet entspringt, nach Nordosten fließt und in die Trattnach mündet. Die Ausdehnung beträgt von Nord nach Süd 4,6 und von West nach Ost 5,1 Kilometer. Die Gemeinde hat eine Fläche von 14,6 Quadratkilometer. Davon werden achtzig Prozent landwirtschaftlich genutzt, zwölf Prozent sind bewaldet.

### Gemeindegliederung
Das Gemeindegebiet umfasst folgende 22 Ortschaften (in Klammern Einwohnerzahl Stand 1. Jänner 2024):
- Frei (124)
- Großwaldenberg (39)
- Haselbach
- Höbeting (33)
- Holzhäuseln (72)
- Innernsee (160)
- Kleinwaldenberg (9)
- Lamperstorf (14)
- Mösenpoint (60)
- Mühllehen (32)
- Parz (48)
- Pommersberg (15)
- Poppenreith (39)
- Rappoltsberg (7)
- Rottenbach (118)
- Schachet (20)
- Schauberg
- Stötten (41)
- Umweltpark
- Watzing (48)
- Weeg (205)
- Winkling (49)

Die Ortschaften ohne Einwohner wurden in den Jahren 2006 und 2008 gebildet um eine eigene Anschrift für neu angesiedelte Unternehmen zu ermöglichen.
Die Gemeinde besteht aus den Katastralgemeinden Großwaldenberg, Innernsee und Rottenbach.
Die Gemeinde liegt im Gerichtsbezirk Grieskirchen.

### Nachbargemeinden
| Pram | Wendling                                    |            |
|      | Kompassrose, die auf Nachbargemeinden zeigt | Hofkirchen |
| Haag |                                             | Weibern    |

## Geschichte

### Ortsgeschichte

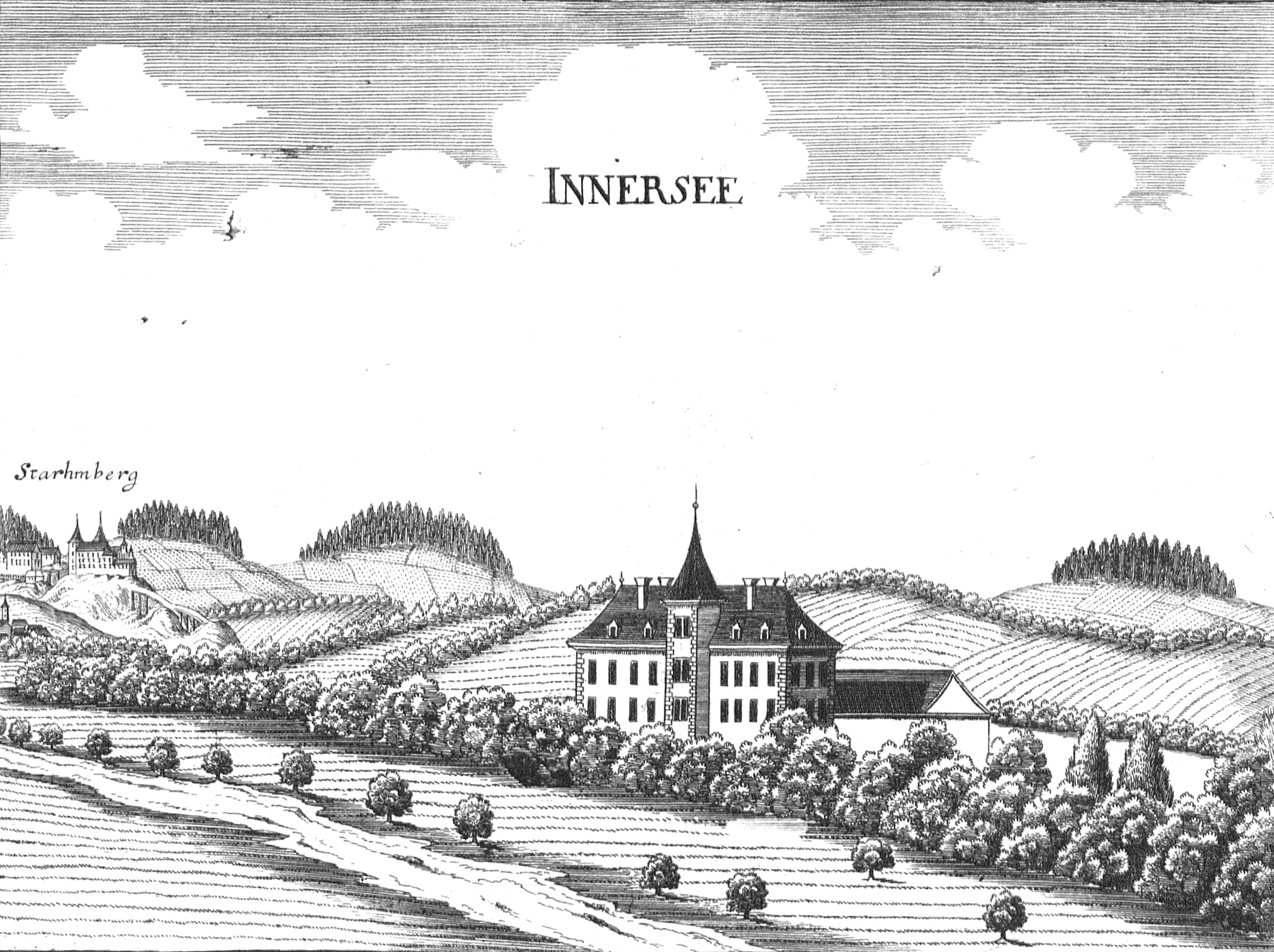
Schloss Innersee nach Georg Matthäus Vischer um 1674

Aus dem Gemeindegebiet gibt es keine frühgeschichtlichen Funde, noch am Ende des ersten Jahrtausends war das Gebiet dicht bewaldet. Im 11. oder 12. Jahrhundert wurde das Gebiet östlich des Hausruck gerodet. Die Rodung des Gebietes um den heutigen Ort Rottenbach wurde von den Steinbachern veranlasst, die ihren Sitz im Gebiet des heutigen St. Georgen bei Grieskirchen hatten. Der Name Rottenbach kommt vermutlich von der rot-braunen Farbe des Baches. Die ersten urkundlichen Erwähnungen erfolgten um das Jahr 1130 und vor dem Jahr 1146, als ein Lanzo von Rottenbach als Zeuge auftrat. Es gab neben den Rottenbachern noch zwei weitere Edelsitze. Die Tutschenberger und die Innerseer.
Das Anwesen Innersee wurde vermutlich von Hans der Innerseer erbaut, der 1286 genannt wurde. Die Burg wurde erstmals 1301 urkundlich erwähnt, bis 1575 war sie im Besitz der Familie Innersee. Die darauf folgenden Frankinger gaben den Besitz bereits 1579 an die Freiherren von Dietrichstein ab. Diese bauten den Wehrbau zu einem Wasserschloss um. In den oberösterreichischen Bauernkriegen wurde es 1626 niedergebrannt, jedoch bald wieder aufgebaut. Die nächsten Jahrhunderte brachten mehrere Besitzerwechsel. Nach dem Zweiten Weltkrieg war es stark vernachlässigt, kam in den Besitz der Familie Sickinger, die es restaurierte und heute noch bewohnt.
Das Gebiet gehörte ursprünglich zur Großpfarre Hofkirchen an der Traun. Vor 1357 wurde Rottenbach zur eigenständigen Pfarre erhoben. Im Jahr 1387 wird auf eine Pfarrkirche verwiesen. Die dem hl. Petrus geweihte Kirche wurde in der Zeit zwischen 1500 und 1520 erweitert.
Ab 1918 gehörte Rottenbach zum Bundesland Oberösterreich. Nach dem Anschluss Österreichs an das Deutsche Reich am 13. März 1938 dann zum Gau Oberdonau. Nach 1945 erfolgte die Wiederherstellung Oberösterreichs.
Die Gemeinde ist seit dem 1. Jänner 2003 Teil des Gerichtsbezirkes Grieskirchen, zuvor gehörte sie zum Gerichtsbezirk Haag am Hausruck.

### Einwohnerentwicklung
1991 hatte die Gemeinde laut Volkszählung 869 Einwohner, 2001 dann 1.010 Einwohner. Grund für dieses Wachstum waren eine positive Geburtenbilanz und eine positive Wanderungsbilanz. Von 2001 bis 2011 gab es eine leichte Abwanderung (−5), die jedoch durch den Geburtenüberschuss wettgemacht wurde, sodass die Bevölkerungszahl auf 1.087 Personen im Jahr 2011 anstieg.

## Kultur und Sehenswürdigkeiten

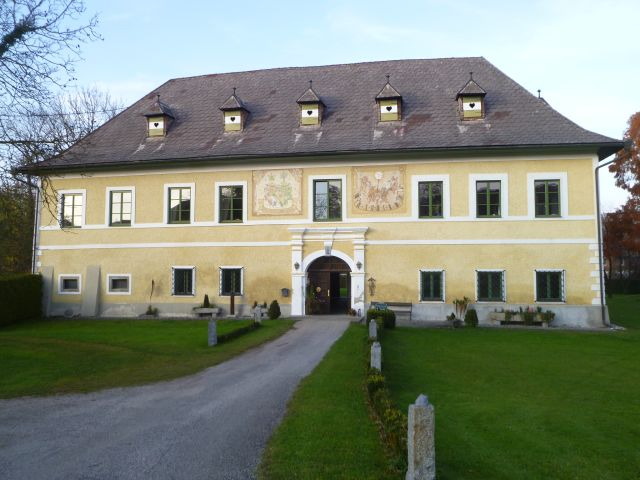
Schloss Innersee

- Schloss Innersee: Wasserschloss (früher Wasserburg) im Privatbesitz
- Katholische Pfarrkirche Rottenbach hl. Petrus
- Kapelle in Rappoltsberg: Die Holzkapelle ist ca. 300 Jahre alt und wurde in Holzblockbauweise errichtet.

## Wirtschaft und Infrastruktur

### Wirtschaftssektoren
Von den 61 landwirtschaftlichen Betrieben des Jahres 2010 waren 24 Haupterwerbsbauern. Diese bewirtschafteten sechzig Prozent der Flächen. Im Produktionssektor arbeiteten 99 Erwerbstätige im Bereich Warenherstellung und elf in der Bauwirtschaft. Die wichtigsten Arbeitgeber des Dienstleistungssektors waren die Bereiche Handel (42),  soziale und öffentliche Dienste (17) und Beherbergung und Gastronomie (13 Mitarbeiter).
| Wirtschaftssektor            | Anzahl Betriebe | Anzahl Betriebe | Erwerbstätige | Erwerbstätige |
| Wirtschaftssektor            | 2011            | 2001            | 2011          | 2001          |
| ---------------------------- | --------------- | --------------- | ------------- | ------------- |
| Land- und Forstwirtschaft 1) | 61              | 75              | 59            | 56            |
| Produktion                   | 11              | 9               | 110           | 83            |
| Dienstleistung               | 44              | 21              | 98            | 51            |

1) Betriebe mit Fläche in den Jahren 2010 und 1999

## Politik

### Gemeinderat
Der Gemeinderat hat 13 Mitglieder.
- Mit den Gemeinderats- und Bürgermeisterwahlen in Oberösterreich 1997 hatte der Gemeinderat folgende Verteilung: 7 ÖVP, 3 FPÖ und 3 SPÖ.
- Mit den Gemeinderats- und Bürgermeisterwahlen in Oberösterreich 2003 hatte der Gemeinderat folgende Verteilung: 8 ÖVP, 3 SPÖ und 2 FPÖ.
- Mit den Gemeinderats- und Bürgermeisterwahlen in Oberösterreich 2009 hatte der Gemeinderat folgende Verteilung: 8 ÖVP, 3 FPÖ und 2 SPÖ.
- Mit den Gemeinderats- und Bürgermeisterwahlen in Oberösterreich 2015 hatte der Gemeinderat folgende Verteilung: 5 ÖVP, 3 FPÖ, 3 LR und 2 SPÖ.
- Mit den Gemeinderats- und Bürgermeisterwahlen in Oberösterreich 2021 hat der Gemeinderat folgende Verteilung: 6 ÖVP, 3 FPÖ, 2 SPÖ und 2 LR.[13]

### Bürgermeister
Bürgermeister seit 1850 waren:
- 1850–1861 Franz Maximilian Heiß
- 1861–1864 Leopold Weidenholzer
- 1864–1867 Ignaz Binder
- 1867–1870 Johann Harrer
- 1870–1873 Franz Wiesinger
- 1873–1876 Josef Schönberger
- 1876–1879 Andreas Standhartinger
- 1879–1885 Johann Steiner
- 1885–1894 Johann Oehlschuster
- 1894–1897 Mathias Pramersdorfer
- 1897–1900 Andreas Breuer
- 1900–1903 Franz Wiesinger
- 1903–1906 Ignaz Ecker
- 1906–1909 Mathias Pramersdorfer
- 1909–1912 Gottfried Mittermair
- 1912–1919 Johann Öhlschuster
- 1919–1924 Josef Pautzenberger
- 1924–1929 Franz Kern
- 1929–1934 Leopold Breuer
- 1934–1942 Gottfried Huber
- 1942–1945 Josef Heftberger
- 1945–1948 Gottfried Huber
- 1948–1963 Josef Anzenberger
- 1963–1982 Ignaz Sickinger
- 1982–2002 Friedrich Pichler
- 2002–2015 Roman Anzengruber (ÖVP)
- seit 2015 Alois Stadlmayr (ÖVP)

### Wappen
Blasonierung: In Gold ein roter Wellenbalken; oben daraus wachsend drei schwarze, fächerförmig angeordnete Kleeblätter, unten eine schwarze, nach oben geöffnete Mondsichel mit Kleeblattenden. Die Gemeindefarben sind Rot-Gelb-Schwarz.
Das Gemeindewappen wurde 1988 verliehen. Der „rote Bach“ symbolisiert als redendes Wappen den Ortsnamen. Die mit Kleeblattenden versehene Mondsichel wurden dem Wappen der Innerseer entnommen, deren Stammsitz Schloss Innersee bis Ende des 16. Jahrhunderts war. Die drei fächerförmig angeordneten Kleeblätter stammen aus dem Wappen der Wiellinger, die das Schloss von 1679 bis 1766 besaßen.

## Persönlichkeiten

### Söhne und Töchter der Gemeinde
- Franz Wilflingseder (1922–1985), Historiker, Direktor der Bundesstaatlichen Studienbibliothek in Linz
- Alois Zauner (1925–2009), Historiker, Direktor des Oberösterreichischen Landesarchivs